# Костел Святого Миколая у Вільнюсі
Костел Святого Миколая (лит. Švento Mikalojaus bažnyčia, пол. kościół Świętego Mikołaja) — римо-католицький парафіяльний костел Вільнюського деканату; одна з найдавніших готичних будівель у Вільнюсі, найдавніший зі збережених католицьких храмів Литви, пам'ятка історії та архітектури. Традиційний центр релігійного та суспільного життя литовців до Другої світової війни. 
Комплекс костелу і огорожі включений до Реєстру культурних цінностей Литовської Республіки (код 749) і перебуває під охороною держави як об'єкт національного значення. Розташований у Старому місті на вулиці Швянто Мікалояус 4 (Šv. Mikalojaus g. 4). Богослужіння проходять литовською мовою.

## Історія

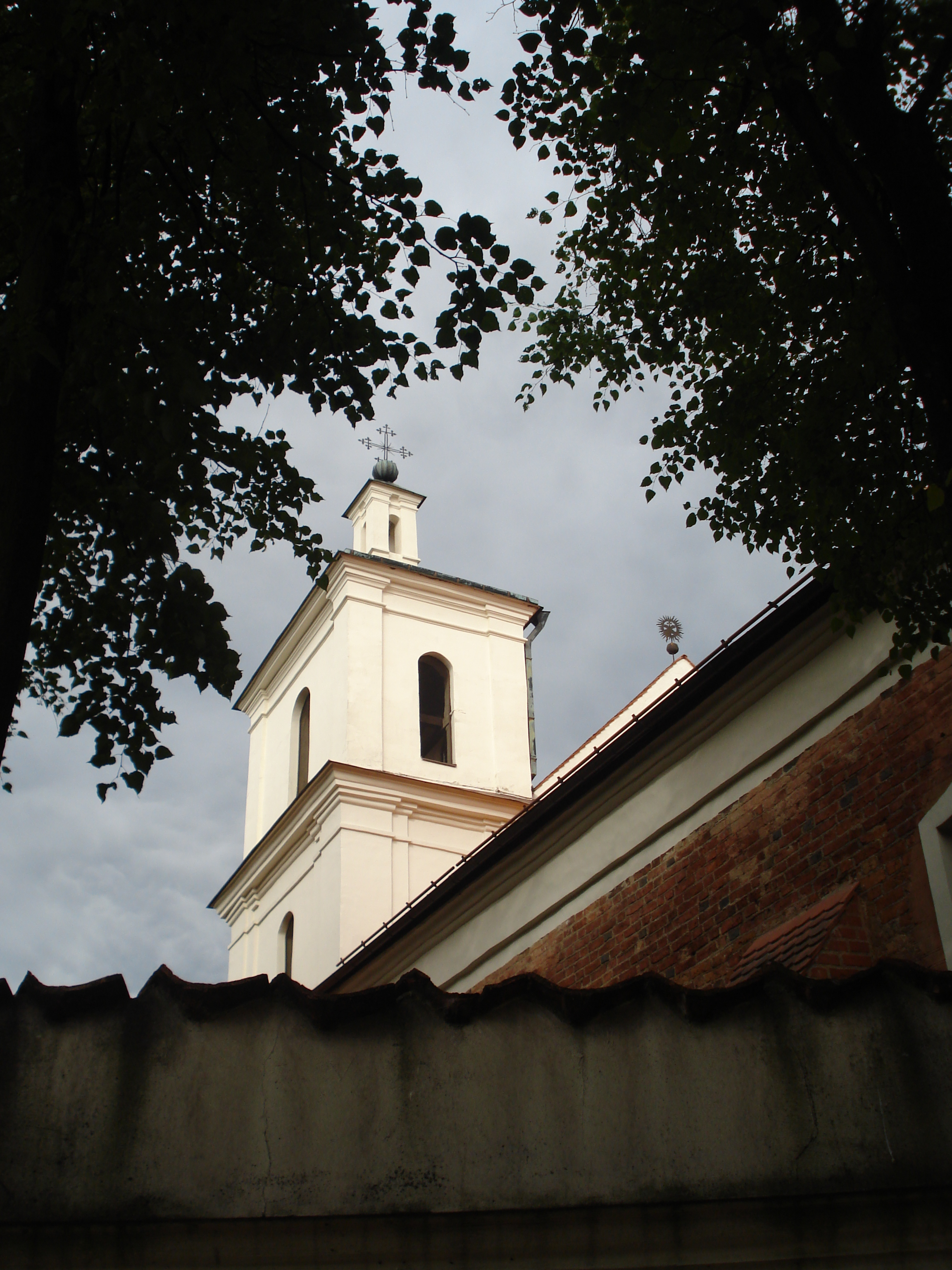
Костел Святого Миколая. Дзвіниця

Заснований ще до прийняття Литвою християнства (1387 ), за правління князя Гедиміна для іноземних купців і ремісників. Кам'яний храм був побудований у 1382—1387. Про час зведення свідчать архаїчні архітектурні форми ранньої готики. Крім того, церква згадувалася у документах 1387—1397.
Храм декілька разів реконструювався і відновлювався. Зберігся акт освячення храму у 1514. Близько 1525 побудовані нові склепіння. Проста і ясна композиція костелу вплинула на архітектуру пізніших готичних храмів Литви.
При відновленні після пожежі 1749, близько 1750 і пізніше були внесені значні архітектурні зміни: прибудовані хори в стилі рококо, збільшені бічні вікна.
У 1812 році під час Французько-російської війни солдати завдали костелу значної шкоди. Згодом, у першій половині XIX століття, до храму була прибудована вежа-дзвіниця з рисами класицизму; постала кам'яна огорожа. У 1972 костел реставрували за проектом архітектора Йонаса Зіболіса.
З 1901 року богослужіння в костелі ведуться литовською мовою. У період між Першою і Другою світовими війнами храм був єдиним, де служби і проповіді звучали литовською. Костел став свого роду центром литовської культури. У залі в дворі проводили збори, лекції, ставили вистави, влаштовували дитячі різдвяні вечори. Тут служили видатні діячі релігійного, церковного і культурного життя Литви ксьондзи Юозапас Кукта (1901—1906), Антанас Віскантас (1906—1909), Юргис Янушявічюс (1909—1911), Пятрас Крауяліс (1911—1912, 1912—1924), Кріступас Чібірас (1924—1942 ), Чесловас Крівайтіс (1950—1961), Казімерас Василяускас (1997—2001) та інші. З 1919 по 1938 тут служив відомий діяч білоруського руху, літературознавець, публіцист і видавець ксьондз Адам Станкевич.

## Архітектура

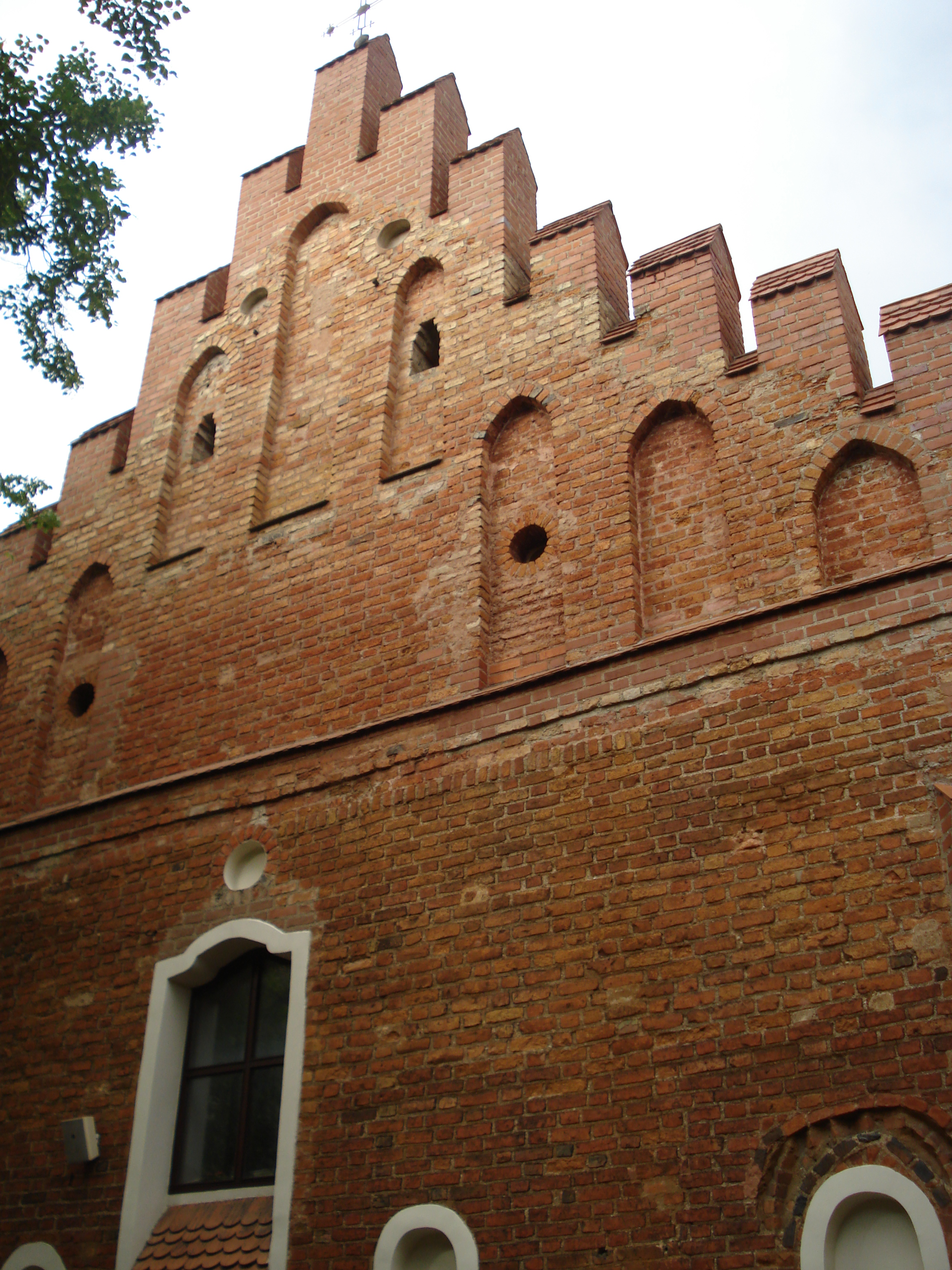
Костел Святого Миколая

Порівняно невеликий безкупольний костел із масивними стінами побудований з червоної цегли. Храм майже квадратний у плані (13,0 на 15,75 м), тринавний, зального типу, з короткою тригранною апсидою і з діагональними контрфорсами на кутах.
Характерні риси стилю готики поєднуються з елементами романського стилю (напівкруглі арки). Скромний портал декорований двома рядами профільованої цегли. Площину трикутного фронтону прикрашають три групи ніш різної висоти, що оживляють фасад своєї ритмікою і грою світла й тіні. У стінах апсиди влаштовані вузькі ніші. При реконструкції після пожежі 1749 на головному фасаді з'явилися елементи стилю бароко (вигнута перемичка центрального вікна).
В 1957 на подвір'ї була встановлена статуя покровителя Вільнюса святого Христофора (і небесного патрона загиблого при бомбардуванні міста ксьондза Кріступаса Чібіраса). Святий зображений з немовлям на руках, а на постаменті написаний текст литовською мовою: «Святий Христофоре, опікуйся нашим містом!» Скульптура створена на прохання прелата Чесловаса Крівайтіса скульптором Антанасом Кмеляускасом (за що він був виключений із членів Спілки художників Литви).

## Інтер'єр
Зі суворим зовнішнім виглядом контрастує ошатний інтер'єр храму. Сітчасті нервюрні склепіння підтримують дві пари витончених восьмигранних пілонів з гранями, складеними з фасонних цеглин. Пресбітерій від нав (однакової висоти) відокремлює кілеподібна арка.
У костелі три вівтарі. У головному знаходиться хрест і чотири статуї: Святого Христофора, Святої Терези, Святої Клари і Святого Йосипа з Немовлям між колонами роботи скульптора Рафала Яхимовича. У лівому вівтарі — образ Святого Миколая зі статуями Святого Казимира і Святого Георгія. У правому вівтарі вирізьблений барельєф Страждальної Божої Матері.
У 1930 стараннями віленських литовців у костелі було встановлено монумент, присвячений 500-річчю від дня смерті великого князя литовського Вітовта Великого, створений Рафалом Яхимовичем із бронзи і мармуру. У 1936 пам'ятник обнесений огорожею з двома мечами, що символізують мечі, принесені хрестоносцями Ягайлу перед Грюнвальдською битвою. 
Після Другої світової війни у храмі була відкрита меморіальна плита на згадку загиблого настоятеля Кріступаса Чібіраса. У середній ніші праворуч стоїть скульптура Святого Антонія.

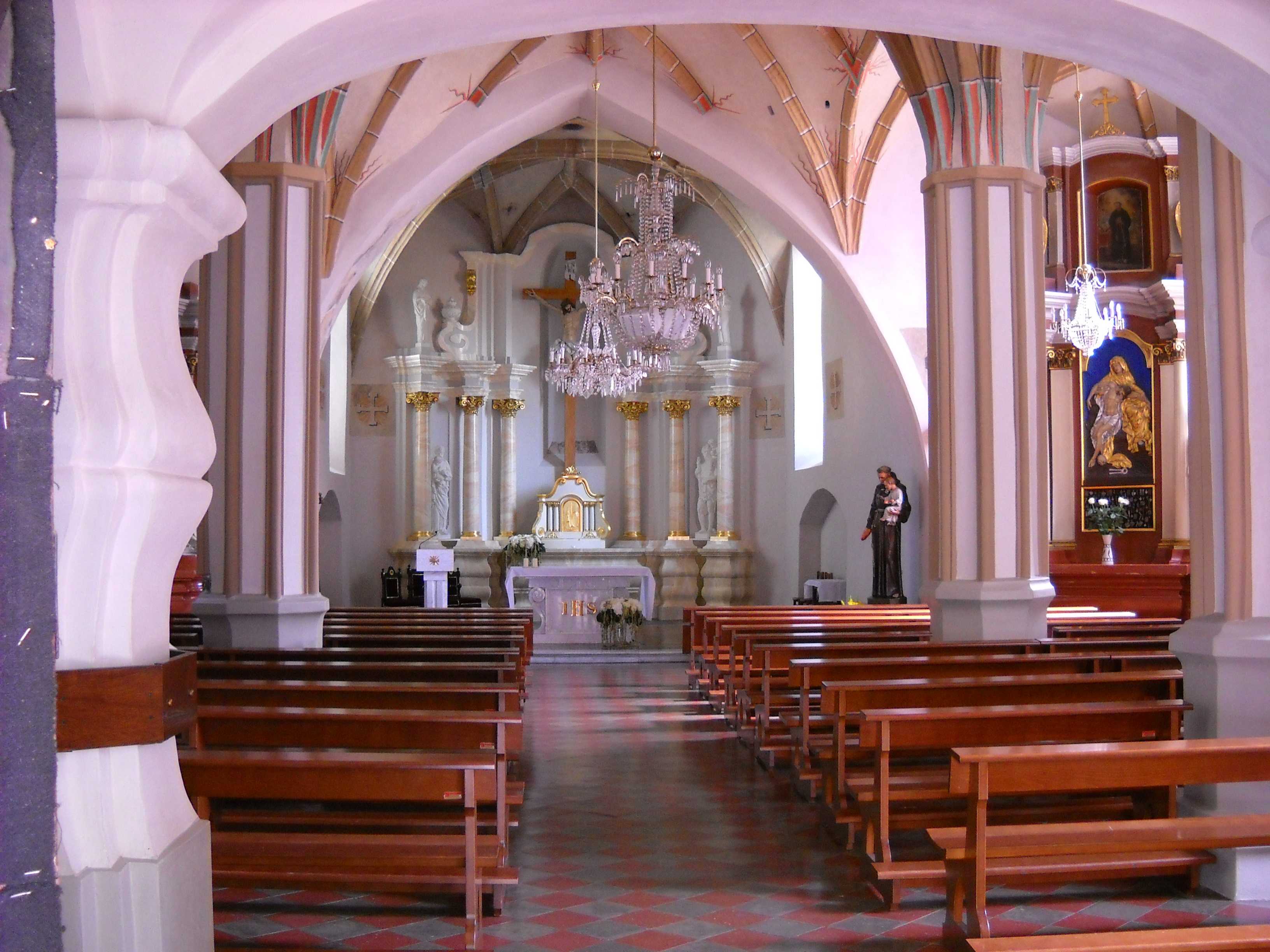
Інтер'єр костелу